# Louis Breunig
Louis Breunig (* 14. November 2003 in Würzburg) ist ein deutscher Fußballspieler, der seit Juli 2025 bei Eintracht Braunschweig unter Vertrag steht.

## Karriere

### Vereine
Nach seinen Anfängen in der Jugend des SV Theilheim, des Würzburger FV und der SpVgg Greuther Fürth wechselte er im Sommer 2018 in die Jugendabteilung der Würzburger Kickers. Dort unterschrieb er zur Saison 2021/22 seinen ersten Profivertrag. Er kam in seinem ersten Profijahr auf 16 Einsätze in der 3. Liga, stand 11-mal in der Startelf und erzielte ein Tor. Die Kickers stiegen jedoch in die Regionalliga Bayern ab.
Zur Saison 2022/23 wechselte der 18-Jährige in die 2. Bundesliga zum 1. FC Nürnberg.
Für die folgende Saison wurde er an den Zweitliga-Absteiger SSV Jahn Regensburg verliehen. Mit diesem stieg er in die 2. Bundesliga auf. Zur Saison 2024/25 wurde er fest verpflichtet und mit einem Vertrag bis zum 30. Juni 2027 ausgestattet.
Im Juli 2025 wechselte er zu Eintracht Braunschweig.

### Nationalmannschaft
Sein Debüt als Nationalspieler gab er für die U20-Nationalmannschaft, mit der er am 22. März 2024 in Oliva das Testspiel gegen die U20-Nationalmannschaft Spaniens mit 3:1 gewann.

## Erfolge
- Aufstieg in die 2. Bundesliga: 2024

## Sonstiges
Sein älterer Bruder Maximilian (* 2000) ist ebenfalls Fußballspieler.